# Maria Maddalena: I segreti rivelati
Maria Maddalena: I segreti rivelati è un film TV documentaristico italiano del 2017, che, attraverso ricostruzioni cinematografiche, racconta e cerca di dimostrare il rapporto di Maria Maddalena con Gesù, la sua vita ed infine la sua morte proprio in Provenza. 
Il film è ambientato maggiormente nel I secolo. È stato trasmesso su Focus il 25 dicembre 2017 in Italia, prima di essere trasmesso dopo negli Stati Uniti su Discovery Channel e History nel 2018.

## Trama
I secolo. Inizia tutto con l'arrivo di una barca su una spiaggia dove sbarcano gli apostoli. Subito dopo, ha inizio la sigla di apertura. Poi, alcuni esperti, consultando le vecchie scritture, ci informano che Maria Maddalena si ritirò in Provenza, dove, meditò e pregò per oltre 30 anni. Al momento della sua morte, il suo corpo si presume che è stato trovato nella grotta dove ha sempre pregato.
Viene anche raccontato il fatto che il suo corpo fu sepolto in un sarcofago. Poi, il suo scheletro venne esaminato nel 1279 d.C., sempre in Provenza.
Quindi, viene raccontato che Maddalena fu nominata prima apostola così si evince dal Vangelo. Alcune persone, accusano Maddalena di essere una peccatrice, Ma Gesù le perdona i suoi peccati. 
Maddalena, poi, insieme a tutti gli apostoli e a persone comuni, assisteranno alla Crocifissione di Gesù.
Maddalena poi è colei che dirà agli apostoli che fu portato via il corpo di Gesù dalla grotta dove venne sepolto dopo la morte. In Palestina, sempre nel I secolo, Maddalena verrà ritenuta una discepola e seguace di Gesù. Il film finisce con Maddalena insieme agli apostoli nella spiaggia dove ha inizio il film, che dice "Questa sono io. Questa, è la mia storia." e poi s'incammina.

## Distribuzione
Il film è stato annunciato il 10 dicembre 2017. È poi stato presentato in anteprima ad Altamura il 14 dicembre 2017. Il trailer è stato pubblicato il 18 dicembre 2017. Il film è stato trasmesso su Focus il 25 dicembre 2017. È stato poi trasmesso negli Stati Uniti su Discovery Channel e History nel 2018.